# Кроуфорд, Джеймс (горнолыжник)
Джеймс Александр (Джек) Кроуфорд (англ. James Alexander "Jack" Crawford; род. 3 мая 1997, Торонто) ― канадский горнолыжник, чемпион мира 2023 года в супергиганте, бронзовый призёр Олимпийских игр 2022 года в комбинации.

## Биография
Родился 3 мая 1997 года в Торонто, Онтарио, Канада.
Кроуфорд дебютировал на Кубке мира в январе 2016 года в супергиганте в Кицбюэль (Австрия). Участвовал в зимних Олимпийских играх 2018 года и чемпионатах мира в 2019 и 2021 годах, где занял четвертое место в многоборье.
В январе 2022 года Кроуфорд был включен в олимпийскую сборную Канады 2022 года. На зимних Олимпийских играх 2022 в Пекине финишировал четвертым в скоростном спуске и шестым в супергиганте, выиграв бронзу в комбинации.
В феврале 2023 года на чемпионате мира в Куршевеле завоевал чемпионский титул в супергиганте, опередив второго призёра норвежца Александера Омодта Кильде на 0,01 секунды. Это первая медаль чемпионатов мира для канадца.

### Семья
Старшая сестра Кроуфорда Кэндэс (род. 1994) тоже занимается горнолыжным спортом, выступала на Олимпийских играх 2018 года. Их тётя Джуди Кроуфорд заняла четвертое место в женском слаломе на зимних Олимпийских играх 1972 года в Саппоро.

## Результаты на крупнейших соревнованиях

### Зимние Олимпийские игры
| Олимпийские игры | Скоростной спуск | Супергигант | Гигантский слалом | Слалом | Комбинация | Команды |
| ---------------- | ---------------- | ----------- | ----------------- | ------ | ---------- | ------- |
| 2018 Пхёнчхан    | —                | DNF         | 29                | —      | 20         | —       |
| 2022 Пекин       | 4                | 6           | —                 | —      | 3          | —       |

### Чемпионаты мира
| Чемпионат мира         | Скоростной спуск | Супергигант | Гигантский слалом | Слалом | Комбинация | Команды | Паралл. гигантский слалом |
| ---------------------- | ---------------- | ----------- | ----------------- | ------ | ---------- | ------- | ------------------------- |
| 2019 Оре               | —                | 36          | —                 | —      | —          | —       | н/д                       |
| 2021 Кортина-д’Ампеццо | 21               | 14          | DNF1              | —      | 4          | —       | —                         |
| 2023 Куршевель         | 5                | 1           | —                 | —      | DNS SL     | —       | —                         |
| 2025 Зальбах           | 23               | 27          |                   | —      |            | —       | н/д                       |

### Победы на этапах Кубка мира (1)
| № | Сезон   | Дата        | Место    | Дисциплина       | Место |
| - | ------- | ----------- | -------- | ---------------- | ----- |
| 1 | 2024/25 | 25 янв 2025 | Кицбюэль | Скоростной спуск | 1     |